# USS Shelton (1944)

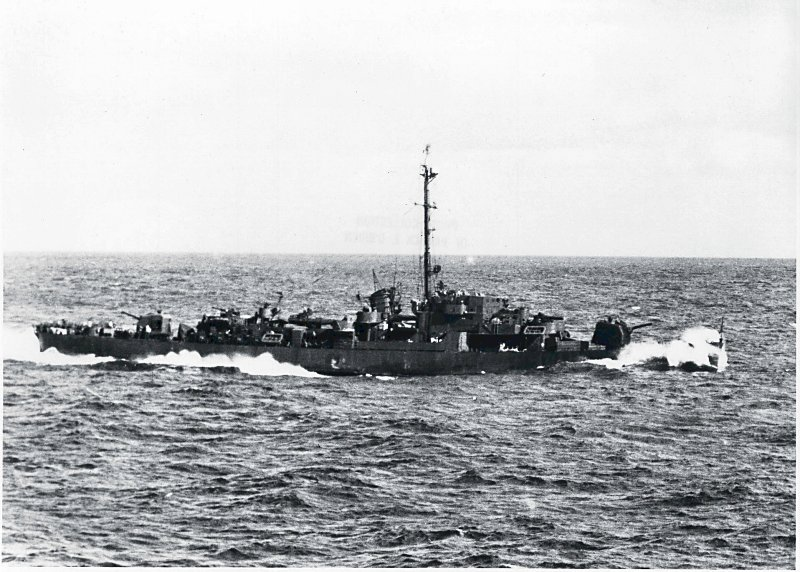
USS Shelton (DE-407)

De USS Shelton (DE-407) was tijdens de Tweede Wereldoorlog een voor de Amerikaanse Marine gebouwde escorte torpedobootjager van de John C. Butler-klasse. De Shelton werd vooral ingezet voor begeleiding in de Pacifische Oorlog.
De USS Shelton is vernoemd naar vaandrig James A. Shelton, een marinevliegenier die als vermist werd opgegeven na de Slag bij Midway. Ze was het eerste van twee Amerikaanse marineschepen dat zijn naam droeg. Het andere was de torpedobootjager USS Shelton (DD-790).

## Geschiedenis
De kiel van de USS Shelton werd gelegd op 1 november 1943, bij de Brown Shipbuilding Company in Houston.
De USS Shelton werd op 18 december 1943 te water gelaten en gedoopt door de weduwe Shelton en in dienst genomen op 4 april 1944 met luitenant Lewis B. Salomon, USNR, als haar bevelhebber.
Na haar algemene outfit en geladen met stores, vertrok de USS Shelton op 21 april uit de haven, in gezelschap van de USS Edmonds (DE-406), en koers zettend naar Bermuda op haar maidentrip. Na haar afhandeling van haar lading werd ze beschikbaar gesteld op de Boston Navy Yard en onderging ze nog een verdere volledige afwerking, van 25 mei tot 15 juni 1944. De escorte vertrok vanuit Boston op 16 juni en ging onderweg naar San Diego, via New York, Hampton Roads en Balboa.
De USS Shelton kwam aan te San Diego op 6 juni en stoomde, drie dagen later, door naar Pearl Harbor.
De Shelton vertrok uit Pearl Harbor op 26 juli als onderdeel van een konvooi, met bestemming Eniwetok. Het konvooi kwam daar aan op 6 augustus en werd aldaar ontbonden. De USS Shelton werd daarna ingedeeld als een beschermingseenheid in de Task Force (TF) 87, samengesteld uit vijf vliegdekschepen, waarmee ze op tocht ging naar Seeadler Harbor, op het Admiraals eiland. Na aankomst aldaar op 13 augustus, opereerde de USS Shelton in het gebied in de volgende maand, totdat ze werd ingedeeld bij de Morotai Attack Force (TF 77). De USS Shelton werd op 3 oktober in de buurt van Morotai aangevallen door de Japanse onderzeeër "Ro-41". Een torpedozog werd waargenomen op 1.500 yards in de richting van de escorte. Tijdens een uitwijkmanoeuvre werd de USS Shelton door een tweede torpedo geraakt aan haar stuurboordschroef. Deze torpedo richtte een geduchte schade aan en bracht een vloedgolf teweeg van binnenstromend zeewater. De USS Richard M. Rowell (DE-403) kwam langszij de getroffen escortejager en hielp haar bemanning overstappen.
De getroffen escortejager werd op sleeptouw genomen, maar ze kapseisde en zonk. De USS Shelton was zes maanden oud.
Daarna ging de USS Richard M. Rowell op zoek naar de vijandelijke onderzeeboot "Ro-41" en bestookte de vermeende Japanse onderzeeër met haar hedgehogs. Naderhand bleek dat hij, per grove vergissing, de USS Seawolf (SS-197) had vernietigd.
De USS Shelton werd geschrapt uit het Navy Vessel Register op 27 november 1944.
De USS Shelton kreeg een Battle Star voor haar korte actieve escortedienst in de Tweede Wereldoorlog. De 13 manschappen die nog op hun post waren toen hun schip kapseisde, sneuvelden mee met hun schip en werden postuum geëerd.

## USS Shelton (DE-407)
- Klasse en Type: John C. Butler-klasse - Escortetorpedobootjager U.S. Navy
- Werf: Brown Shipbuilding of Houston, Texas
- Gebouwd: 1 november 1943
- Te water gelaten: 18 december 1943
- In dienst gesteld: 4 april 1944
- Verloren: Getorpedeerd op 3 oktober 1944
- Geschrapt: 27 november 1944

### Technische gegevens
- Waterverplaatsing: 1.350 ton (leeg) - 1.745 ton (geladen)
- Lengte: 306 voet (93 m)
- Breedte: 36 voet (11 m)
- Diepgang: 9 voet (2,75 m)
- Vermogen: Gekoppelde turbinemotoren, 2 schroeven
- Snelheid: 24 knopen (45 km/h)
- Bemanning: 14 officieren en 201 matrozen

### Bewapening
- 2 x 125 mm/38 kanonnen,
- 2x2 = 4 40-mm luchtafweer kanonnen
- 10 x 20-mm AA 2-21" TT snelvuurkanonnen
- 1 x hedgehog
- 8 x DTC's en 2 DC dieptebomrails